# St Sarkis Armenian Church (London)

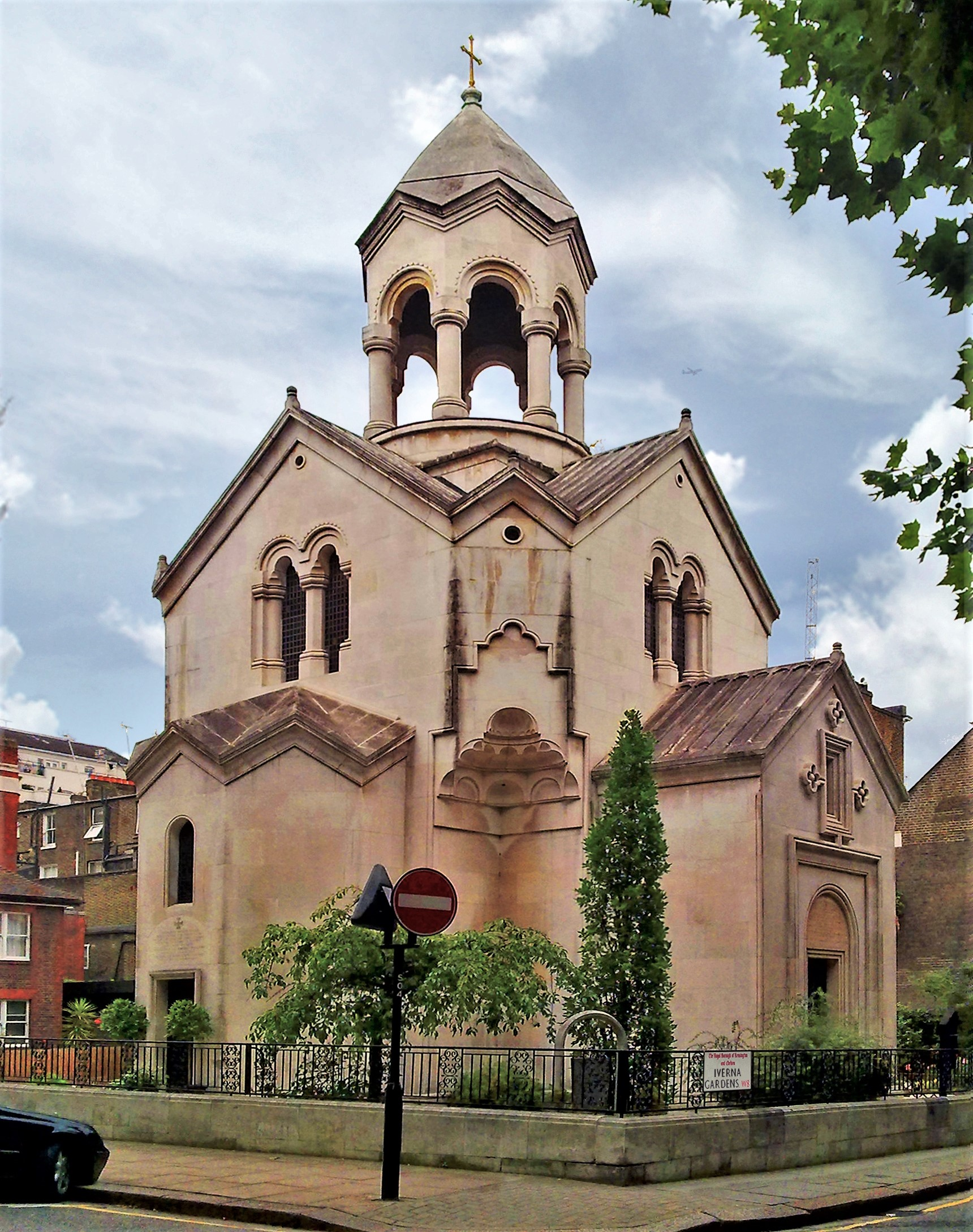
St Sargis, London.

St Sarkis (armenisch Լոնդոնի Սուրբ Սարգիս հայկական եկեղեցի, in Umschrift: Londoni Surb Sargis hajkakan jekeghezi) ist ein Kirchengebäude der Armenischen Apostolischen Kirche in Großbritannien und Grade II* listed. Sie steht in Iverna Gardens, Kensington, London, England. Sie wurde von 1922 bis 1923 von Calouste Gulbenkian als Denkmal für seine Eltern errichtet. Architekt war Arthur Davis.
In der Nähe liegt die größte armenische Kirche in Großbritannien, die St Yeghiche Armenian Church, eine umgebaute anglikanische Kirche.

## Geschichte

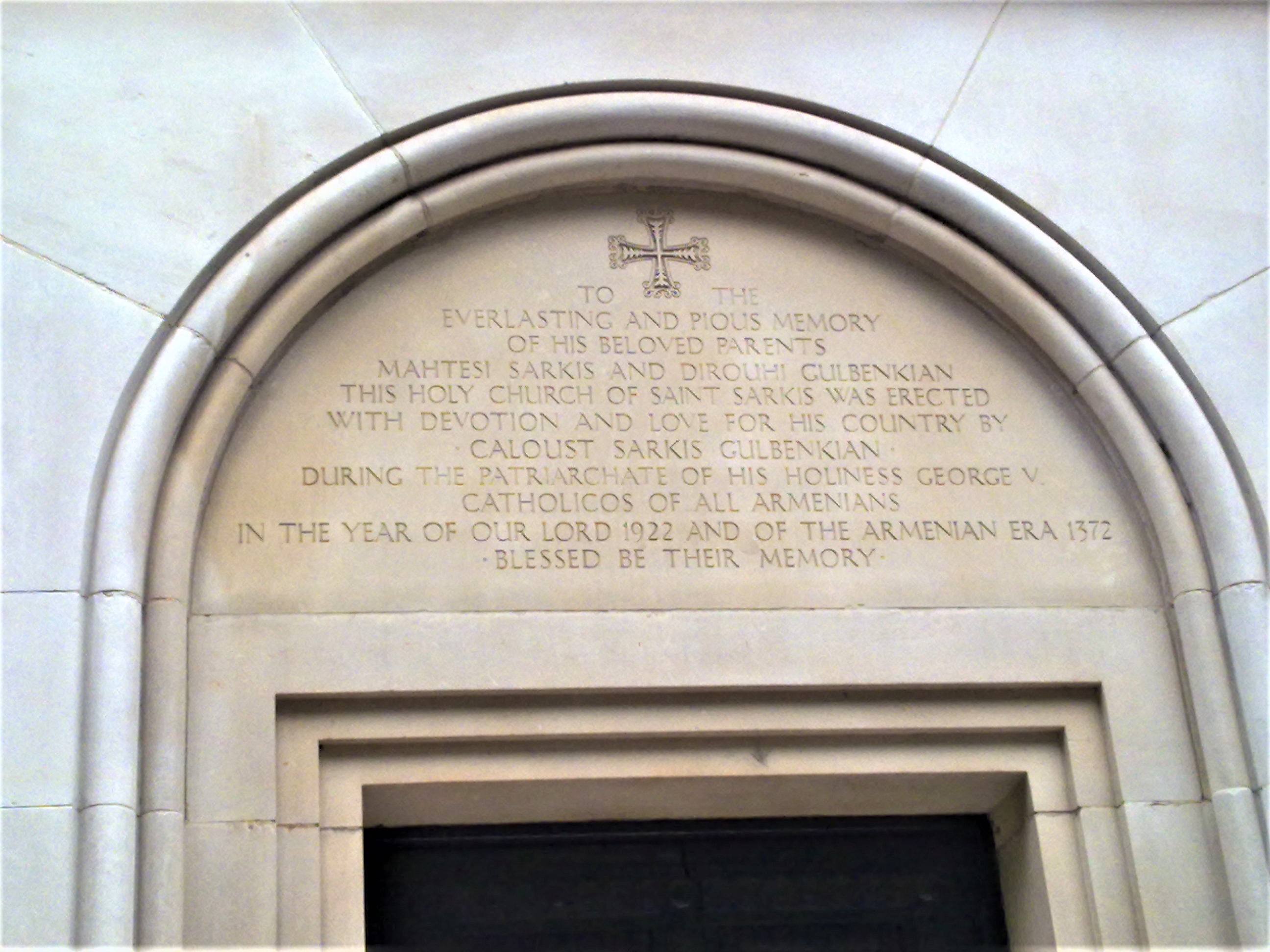
Widmung für Gulbenkians Eltern am Kircheingang.

Calouste Gulbenkian, ein armenischer Öl-Magnat, finanzierte den Bau unter der Bedingung, dass sie als Andenken seiner Eltern, Sarkis und Takouhi, gebaut würde. geweiht ist sie dem armenischen Heiligen Sarkis dem Krieger (Սուրբ Սարգիս Զորավար, Surb Sargis Sorawar). Die Firma Holloway Brothers führte die Bauarbeiten durch. Der Bau begann im Februar 1922 und die Weihe erfolgte am 11. Januar 1923. Zwei Mal wurde die Kirche erweitert: 1937 wurde zusammen mit einem neuen Eingang ein Baptisterium an der Nordseite angefügt und 1950 wurde eine Sakristei im Südosten der Kirche angebaut.
Der Patriarch und Katholikos Wasgen I. besuchte die Kirche 1978 und 1983.

## Architektur

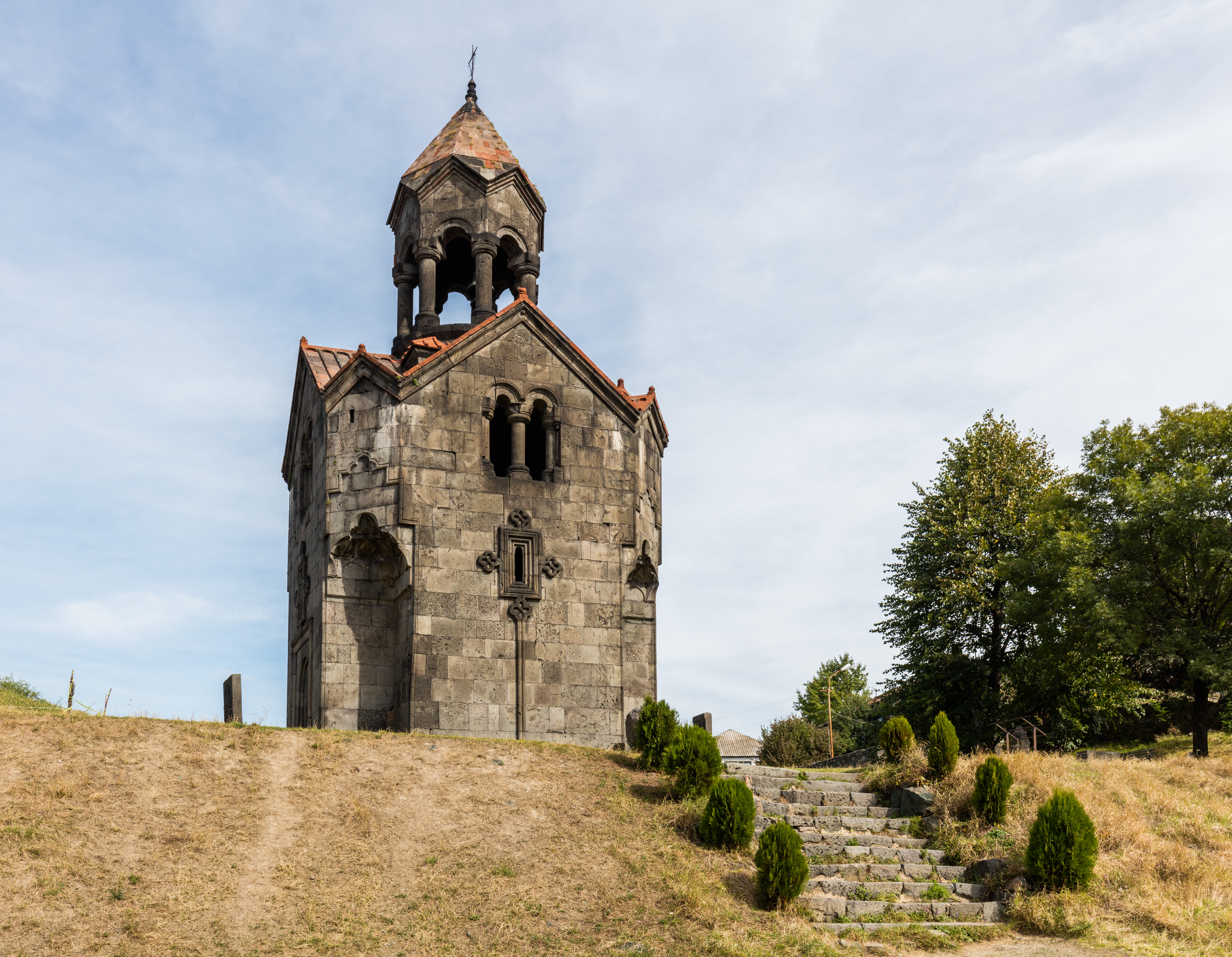
Glockenturm von Haghpat
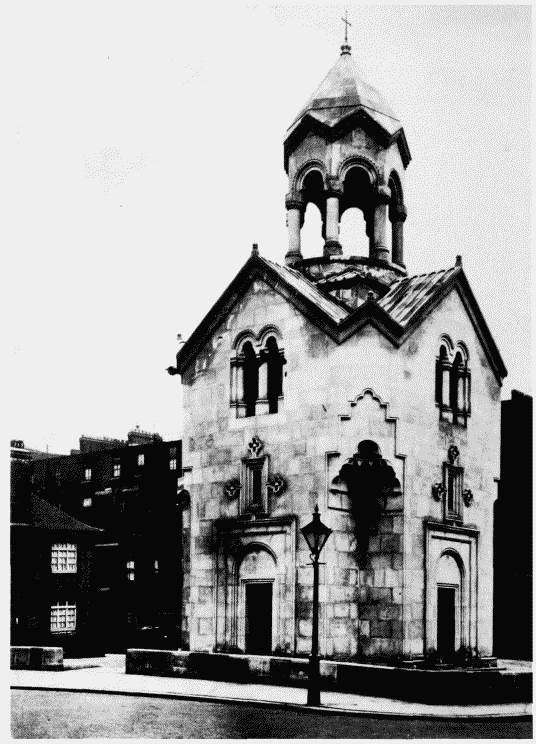
St Sarkis um 1924.

St Sarkis ist die einzige Kirche in England, die im traditionellen Armenischen Stil erbaut ist. Das Design ist angelehnt an das Vorbild des Glockenturms des Klosters Haghpat aus dem 13. Jahrhundert (1245). Sie hat drei Geschosse. Sie ist der Sitz der Diocese of the United Kingdom of the Armenian Apostolic Church.
Selbst der The Economist hat die Kirche als „exotic eastern edifice“ (exotisches östliches Gebäude) beschrieben. Baumaterial ist Portland Stone und dem Grundriss liegt ein Griechisches Kreuz zugrunde. Über dem Eingang steht eine englische Inschrift mit der Widmung für Gulbenkians Eltern: „in the Armenian Era 1372.“ Der Altar verfügt über ein Gemälde der Jungfrau mit Kind mit einer vergoldeten Reliefdarstellung von Engeln in den Ecken von der Bromsgrove Guild of Applied Arts. Daneben gibt es Skulpturen von Mitgliedern der Gulbenkian-Familie.